# Дано Гальзаль
Дано Гальзаль (16 лютого 1963) — швейцарський плавець.
Учасник Олімпійських Ігор 1984, 1988, 1992 років.
Призер Чемпіонату світу з водних видів спорту 1986 року.